# THEY.
I THEY. sono un duo musicale statunitense, attivo principalmente nel campo della musica R&B e composto da Dante Jones e Drew Love.
Attivi dal 2015, hanno pubblicato il loro album di debutto Nü Religion: Hyena via Warner Records nel 2017. Il loro secondo album The Amanda Tape è stato pubblicato nel 2020 via Island Records. Hanno inoltre collaborato con artisti estremamente noti come Timbaland, Wiz Khalifa, Jeremih e Ty Dolla Sign.

## Storia del gruppo
Dante Jones nasce a Denver, mentre Drew Love nasce a Washington. I due formano il gruppo THEY. nel 2015 in California, per poi pubblicare il loro EP di debutto Nü Religion nell'ottobre dello stesso anno via Mind of a Genius Records e Warner Records. L'EP attira l'attenzione della critica; successivamente iniziano a lavorare col celebre produttore Timbaland. Sempre nell'ottobre 2015 collaborano con Zhu e Skrillex nel singolo Working For It, che ottiene rilevanza a livello internazionale ottenendo un disco d'oro in Australia. Nel 2016 pubblicano altri singoli e partecipano al Trapsoul Tour di Bryson Tiller. Nel 2017 pubblicano il loro album di debutto Nü Religion: Hyena attraverso le medesime etichette con cui avevano lavorato in precedenza e si esibiscono nel celebre festival Coachella.
Nel 2018 aprono il From East Atlanta with Love Tour di 6Lack e realizzano un EP intitolato Fireside in cui collaborano con Wiz Khalifa, Jessie Reyez, Jeremih, Vic Mensa, Ty Dolla Sign e Gallant. Nel 2019 firmano un contratto discografico con la Avant Garden, etichetta che fa parte della più nota Island Records. Nel giugno 2020 pubblicano il singolo Count Me In, a cui fa seguito nei mesi successivi la pubblicazione del loro secondo album The Amanda Tape, che include collaborazioni con Tinashe, Juicy J e Wale. Nel febbraio 2021 pubblicano una nuova versione di Count Me In in collaborazione con Kiana Ledè.
Nel 2023 pubblicano il loro terzo album Nü Moon, anticipato dal singolo In the Mood con Yung Bleu.

## Stile e influenze musicali
I THEY. si definiscono influenzati da artisti quali Taking Back Sunday, New Edition, Babyface e Kurt Cobain. La loro musica è inoltre influenzata da generi come soul e trap, nonché da un filone dell'hip hop chiamato emo rap.

## Formazione
- Dante Jones (2015-presente) – voce, produzioni
- Drew Love (2015-presente) – voce, produzioni

## Discografia

### Album
- 2017 – Nü Religion: Hyena
- 2020 – The Amanda Tape
- 2023 – Nü Moon

### EP
- 2015 – Nü Religion
- 2018 – Fireside

### Singoli
- 2015 – Working for It (con Zhu e Skrillex)
- 2016 – Say When
- 2016 – Deep End
- 2016 – What You Want
- 2017 – U-Rite
- 2018 – What I Know Now (feat. Wiz Khalifa)
- 2018 – Broken (feat. Jessie Reyez)
- 2020 – Count Me In
- 2020 – Hopscotch Remix (feat. Tinashe)
- 2020 – Play Fight (feat. Tinashe)
- 2020 – All Mine
- 2020 – STCU (feat. Juicy J)
- 2020 – Losing Focus (feat. Wale)
- 2023 – In the Mood (feat. Yung Bleu)